# 巴特利本韦达
巴特利本韦达（德語：Bad Liebenwerda）是德国勃兰登堡州的市镇，隶属于易北-埃尔斯特县，总面积为138.88平方千米，截至2020年总人口为9188人。